# Славянка (Донецкая область)
Славянка (укр. Слов'янка) — село на Украине, находится в Великоновосёлковском районе Донецкой области.
Код КОАТУУ — 1421280203. Население по переписи 2001 года составляет 67 человек. Почтовый индекс — 85540. Телефонный код — 6243.

## История
17 января 2025 года в ходе боёв на новопавловском направлении, село захвачено ВС РФ.

## Адрес местного совета
85540, Донецкая область, Великоновосёлковский район, с. Андреевка, ул. Мира, 50; тел. 93-5-91